# Machimus tibialis
Machimus tibialis là một loài ruồi trong họ Asilidae. Machimus tibialis được Ricardo miêu tả năm 1919. Loài này phân bố ở miền Ấn Độ - Mã Lai.